# الشريف بن علي
مولاي الشريف (1588 – 1659) هو جد الأسرة العلوية التي ملكت المغرب من بعده، ينتسب إلى الحسن السبط بن علي بن أبي طالب ، ولد عام 997 هـ كان وجيها ورئيسا وسيدا في قومه، بايعه أهل سجلماسة عام 1041 هـ، ونازعه بنو الزبير أصحاب تابوعصامت، اعتقله أبو حسون السملالي صاحب إليغ، ولما تخلص من أسره وعاد إلى سجلماسة وجد ابنه محمد قام بالأمر من بعده، فتخلى له عن الملك، وقضى بقية عمره في العبادة حتى مات يوم 13 رمضان عام 1069 هـ بسجلماسة مسقط رأسه.

## نسبه وأولاده
- هو: الشريف بن علي بن محمد بن علي بن يوسف بن علي بن الحسن بن محمد بن الحسن الداخل بن القاسم بن محمد بن أبي القاسم بن محمد بن الحسن بن عبد الله بن محمد بن عرفة بن الحسن بن أبي بكر بن علي بن الحسن بن أحمد بن إسماعيل بن القاسم بن محمد النفس الزكية بن عبد الله الكامل بن الحسن المثنى بن الحسن بن علي بن أبي طالب بن عبدالمطلب بن هاشم.[2]

وفي نسبه قول آخر أنه من ولد إسماعيل بن محمد النفس الزكية، وأنكر أغلب النسابين كلا النسبين بقولهم أن محمد النفس الزكية لم يكن له ولد يقال له القاسم ولا إسماعيل، وأن محمد النفس الزكية ليس له إلا ابن معقب واحد هو عبد الله الأشتر وحده. ونسب العلويين والسعديين يتواتر أصلهم من مدينة ينبع وبالرجوع إلى كتاب دوحة الأنساب الكبرى لعزيز الدين أبو طالب إسماعيل المروزي الازورقاني الحسيني والذي التقى بياقوت الحموي فقد نص على أن للنفس الزكية عقب بينبع من ابنه القاسم وإليه يرجع نسب الملوك السعديون والعلويون وقد وقع الشيعة في حرج التسمي بمحمد والتكني بأبي القاسم لورود أثر في ذلك في الحديث:(تسموا باسمي ولا تكنوا بكنيتي) أخرجه البخاري 3538 والذي يفسر تكني النفس الزكية بأبي القاسم تقية الخروج على الحاكم عند الزيدية وعلى هذا المذهب عامة آل البيت لاسيما أهل القرن الأول والثاني ومنهم بني العباس كما في كتاب أخبار العباس وولده  والذي يبين عقيدة بني العباس وهو مخطوط يعود للقرن الثالث الهجري.
الروايات التاريخية لدى المغاربة تفيد بأن أهل المغرب اتصلوا بالقاسم بن محمد بن أبي القاسم وهو من عقب محمد النفس الزكية وطلبوا منه أن يرسل أحد أبنائه أو كلهم إلى المغرب لنشر الدعوة الإسلامية وبركة مجاورة آل البيت الهاشميين لامتداد نسبتهم إلى النبي صلى الله عليه وسلم فأجابهم القاسم إلى هذا الطلب، وقد نص على ذكر القاسم بن محمد النفس الزكية النسابة محمد الحسيني البغدادي والمتوفى عام 337 هجرية في كتابه الدوحة الكبرى للأنساب فقال: محمد النفس الزكية أعقب القاسم وهو أكبر أولاده.انتهى
ترك الشريف بن علي من أولاده جملة قيل ثلاثة وثلاثين، منهم:
- محمد الأول
- مولاي رشيد
- مولاي إسماعيل
- مولاي الحران
- مولاي أحمد الكبير
- مولاي أحمد الصغير
- مولاي حمادي
- مولاي المهدي
- مولاي هاشم
- مولاي العباس
- مولاي الحران
- مولاي محرز
- مولاي علي الكبير
- مولاي علي الصغير
- مولاي يوسف
- مولاي حفيظ
- مولاي السعيد
- مولاي حجاج
- مولاي عبد الملك

## سيرته
ولد عام 997 هـ وفيه ولد ولد الحاج وهو محمد على ما ذكره ابن الصباغ ولما انحلت عرى ملك الزايديين بعد موت المنصور منهم وقع الحرب بين أولاده على الملك حسبما تقدم والثوار بإقليم المغرب كان الشريف ممن يشار إليه بإقليم الصحراء كلها فقصده أهل سجلماسة في القيام بأمره والدب على بلدهم حيث بلغهم قيام محمد ولد الحاج الدلائي واستيلاؤه على تادلة وسلا وجبل درزن وبلغ إلى نهر ملوية عام 1041 هـ والسلطان عبد الملك بن زيدان بمراكش على لهوه وفي هذا العام ولد الرشيد وبايع أهل الصحراء الشريف وكان يدافع على بلادهم ويقهر ظالمهم ويمهد سبلهم بمخاله أهل تبعصامت ووجهوا رسلهم ولما بلغ ذلك الشريف توجه يسصرخ بعلي أبي حسون الثاير بأرض السوس كان بدادس فقدم به ولما بلغ خبره لأهل تبعصامت وجهوا رسلهم يستنصرون بمحمد الحاج الدلائي فكتب لعلي أبي حسون وناشده الله أن لا يحارب أهل تبعصامت لأنهم شيعته ولما نزل علي أبو حسون على تبعصامت واجتمع برسول محمد الحاج وقرأ كتابه لم يحاربهم وخرجوا إليه بما يحتاج إليه مما لا بد منه من المونة والزاد واعطوه مالا ورجع عنهم ولما كان عام 1044 هـ حرك محمد الحاج إلى نواحي الصحراء وبلغ قصر السوق فوجه له الشريف بن علي جماعة وعظوه وحذروه عاقبة البغى وعرفوه بما يجب عليه من حقوق أهل البيت وتعظيمهم فاتغظ وشرط عليهم شروطا يتركها لهم الشريف وهي أماكن بالصحراء ويتجافى له عنها من جملتها تبعصامت بسجلماسة وكلميمة بغريس وقصر السوق بمدغرة ووقع الصلح ورجع ولما كان عام 1045 هـ خلع نفسه الشريف وتخلى لأهل سجلماسة عن ولايتهم وقال لهم ولوا من شئتم في هذه الولاية خوفا من معصية الله فقام بأمرهم ولده محمد وكان أكبر أولاده وبايعه أهل الصحراء كلهم فلما بلغ ذلك محمد الحاج قصده لسجلماسة وكان أكثر منه عصبية فتوسط الناس بينهما في الصلح على الشروط المذكورة ولما كان عام 1047 هـ توجه محمد الشريف في مايتيز من اتباعه ليلا إلى تبعصامت ونقبوا في ناحية من القلعة ودخلوا وفتكوا بأهل القلعة وهم نائمون وقتل من قتل ونهب ما فيها وبعث بالخبر لوالده فأصبح عليهم بطبوله وعامة من معه فما أمكن أهل تبعصامت إلا الخروج إليه وبيعته والدخول تحت حكمه ولما سمع ذلك علي أبو حسون اغتاظ على الشريف ولما قدم للفاتجة وجه لأصحابه أهل تبعصامت رسله وأمرهم باستعمال الحيلة في قبض الشريف أو ولده محمد فإني آتيكم في الليلة الفلانية فلم تمكنهم الحيلة في محمد فاستضافوا الشريف وبات عندهم فقبضوا عليه وعلى من أتى معه من خدامه ولما بلغ خبره لولده أصبح عليهم بمحاربهم إلى أن قدم عليهم أبو حسون فمكنوه منه وتوجه به للسوس وأنزله بداره وأحسن إليه وأعطاه جارية تخدمه من مولودات المعافرة فهي أم السلطان إسماعيل وأقام عنده إلى أن أفدى نفسه بمال معتبر وقدم لولده فغضب عليه وقاطعه واعتكف على عبادة ربه إلى أن أتى اليقين.

## وفاته
توفي الشريف بن علي يوم 3 رمضان سنة 1069 هـ.

## أقوال المؤرخين والعلماء فيه
- قال فيه العلامة إدريس الفضيلي في كتابه الدرر البهية والجواهر النبوية: «أما السيد الشريف، الغني بجلالته وعظيم رفهته عن التعريف، فكان رضي الله عنه ورحمه إماما عالما عاملا صالحا مكاشفا زاهدا ورعا ثقة أمينا حازما ضابطا وجيها مقصودا لفكاك المعضلات وتفريج المهمات، ولرفعته وجلالته أجمعت الناس على بيعته، واشتاقت لتوليته».[13]
- قال فيه المؤرخ والفقيه والأديب محمد الصغير اليفرني في كتابه روضة التعريف بمفاخر مولانا إسماعيل بن الشريف: «...وكان مولانا الشريف أفضلهم وأشهرهم، وله رحمه الله عدة أولاد، كلهم نجوم زاهرة، ذوو همم باهرة».[14]